# Villa Garzoni (Pontecasale)

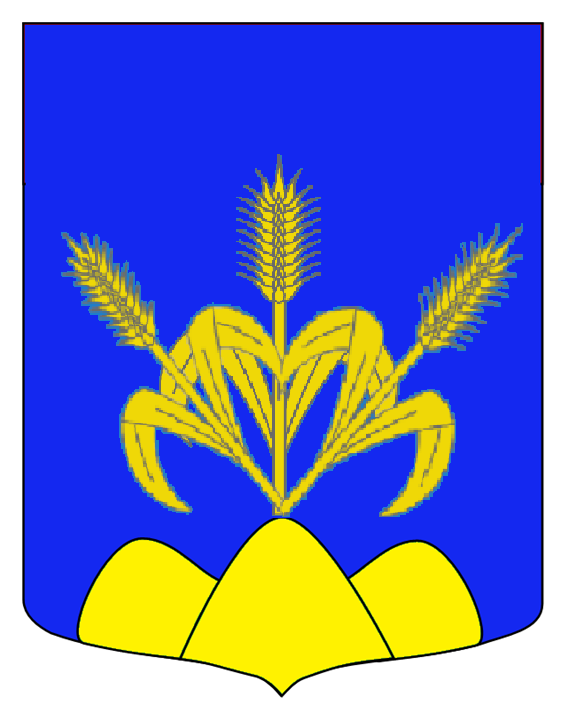
Stemma famiglia Garzoni

Villa Garzoni è una villa veneta progettata da Jacopo Sansovino attorno al 1540 a Pontecasale, frazione del comune di Candiana, nella provincia di Padova.

## Storia

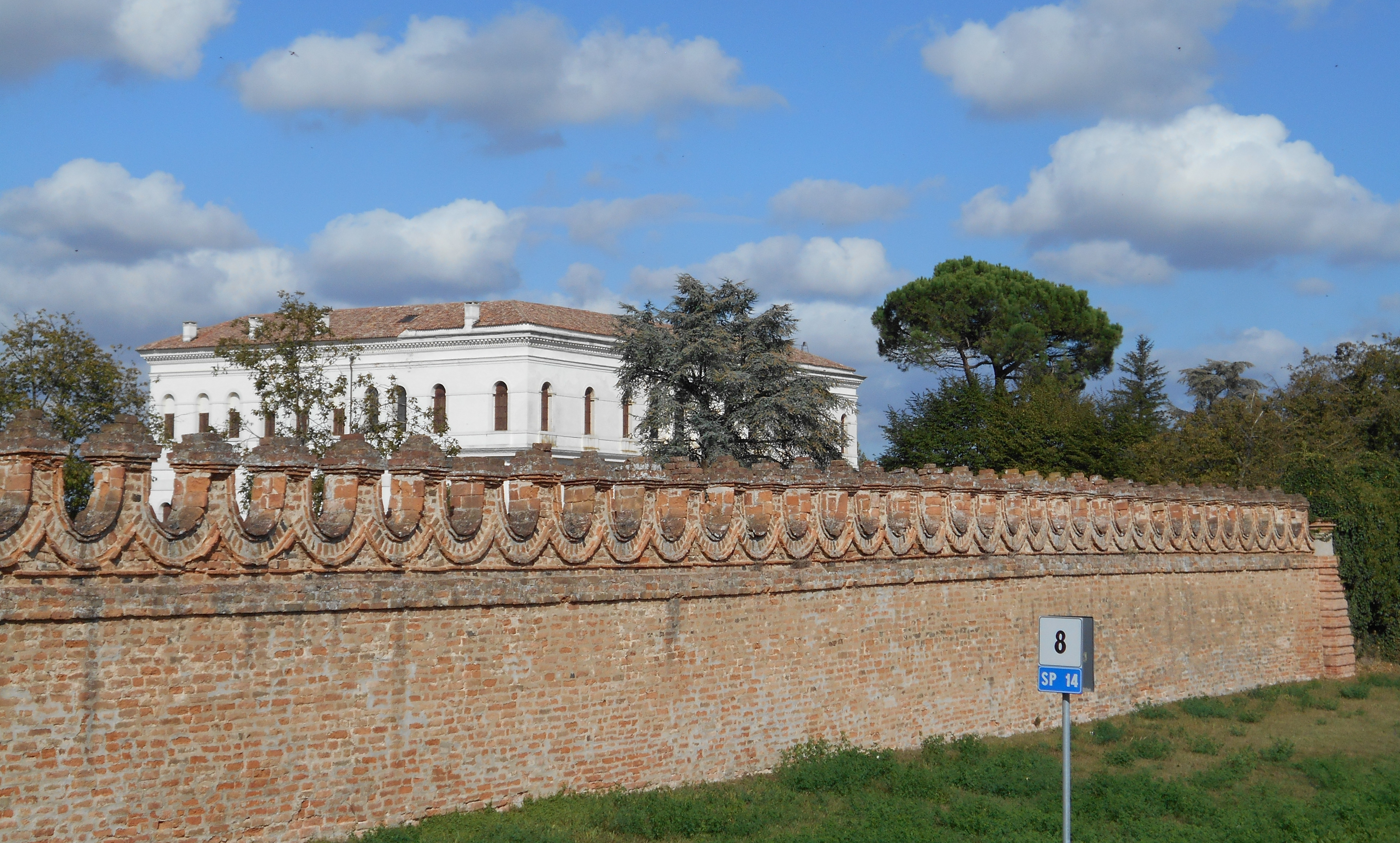
Cinta muraria, Villa Garzoni

(Giorgio Vasari ne Le vite de' più eccellenti pittori, scultori e architettori)

### La famiglia
La famiglia Garzoni di origini emiliane nel corso del XIII secolo si trasferisce per motivi commerciali a Venezia.
Nel 1488 Filippo Garzoni di Natale viene eletto “Guardian grande della Scuola della Misericordia” e pochi anni dopo anche Garzone Garzoni di Giovanni ottiene la cittadinanza della Repubblica di Venezia. Grazie a questo evento, i figli di Garzone entrano a far parte della nobiltà nel 1488, attraverso il loro accesso al Maggior Consiglio, mentre il resto dei discendenti non ottiene nessun titolo.

#### Acquisto terreni in Pontecasale
I discendenti di Garzone, nel 1430, data la loro posizione sociale decideranno di aprire un banco veneziano e proprio grazie a quest’ultimo acquisiranno un grande potere finanziario che gli permetterà di costruire la villa nel territorio padovano. All’inizio degli anni '40, a seguito della confisca dei terreni ad Alvise del Verme, la Signoria li mette all’asta il 15 settembre del 1440. Essi verranno acquistati in un primo momento dai fratelli Malvezzi bolognesi. In seguito, Filippo Garzoni ne otterrà una parte da loro e nel marzo del 1442 riuscirà ad ottenere direttamente dal Del Verme quei beni, adibiti alla coltivazione ed al pascolo, ancora a disposizione delle autorità fiscale nella zona di Pontecasale.

#### Natale Garzoni
Il figlio di Filippo Garzoni, Natale si occupò del fondo dagli inizi del 1500. In modo accurato, realizzò una vera e propria attività economica affittando terreni ed abitazioni a famiglie contadine. Per tale motivo, aveva fatto erigere una residenza di campagna che gli consentisse di seguir meglio l’attività economica del fondo per lunghi periodi. La data di costruzione è incerta, probabilmente tra la fine del XV e l’inizio del XVI secolo, e viene realizzata secondo schemi tipologici propri dell’architettura rustica veneta. Dopo la morte di Natale, il 26 giugno 1528, i figli Alvise e Girolamo, seguirono le orme del padre. In particolare pensarono di sostituire la vecchia casa di campagna con una nuova, affidando l’incarico di progettista a Jacopo Sansovino.

#### Parziale decadenza della famiglia
Nel 1498 inizia una parziale decadenza della famiglia Garzoni causata da errori nei commerci in Levante. A partire da questi anni, la famiglia deciderà di dedicarsi ad interessi sulla terraferma, investendo capitali per la bonifica e la messa a coltura. Per tale motivo, Alvise Cornaro riconosce nel 1556 ai Garzoni il primato nell’avvio della bonifica in territorio padovano. La loro decisione di spostare i commerci sulla terraferma convince molti imprenditori veneziani ad acquistare proprietà fondiarie in Veneto, trasferendo i loro capitali.

#### Riaffermazione famiglia Garzoni
Il riaffermarsi della famiglia Garzoni fa nascere dei dubbi tra alcuni diaristi, tra i quali spicca il nome di Girolamo Priuli, che vede nella loro affermazione un sintomo della decadenza della Repubblica. L'insieme di investimenti di cui sopra, emerge sin dalla dichiarazione dei redditi di Alvise Garzoni, comprendente anche gli altri territori da lui posseduti come i terreni ad Arre, Conselve, a S. Siro verso sud-ovest, nel giugno del 1566. A partire da quello stesso anno, Sansovino nomina Villa Garzoni in una biografia del padre e ne attribuisce la paternità a Jacopo Garzoni, mentre Giorgio Vasari ne parla nella seconda redazione della Vita Sansoviniana nel 1570
Nel 1687 un ignoto pubblica una relazione di una visita pastorale in cui si afferma che la villa è opera di Palladio, anche se in realtà non si hanno documenti diretti della sua presenza in cantiere.

#### Contatti tra i Garzoni e Sansovino
Nel 1574 un discendente della famiglia, Alvise Garzoni, scrive un codicillo al testamento che rappresenta una fonte indiretta di precoci contatti tra Sansovino e i committenti della Villa. Dai documenti emerge che fu proprio Alvise Garzoni a contattare Jacopo Sansovino, mai citato come architetto, chiedendogli di occuparsi della progettazione e ristrutturazione della villa. È molto probabile che Alvise abbia acquistato un altare smembrato e messo in vendita durante la ricostruzione di San Francesco della Vigna per inserirlo all’interno dell’altare maggiore di San Leonardo in via di ristrutturazione. Proprio in questo contesto, Sansovino agì da mediatore per Alvise Garzoni, anche se i due già si conoscevano perché confratelli della Misericordia.
Nel 1518, attraverso la dichiarazione di decima, Natale Garzoni parla di una casa cum suo cortivo riferendosi all’antica Villa Garzoni, mentre nel 1537 in una lettera di Pietro Arentino, indirizzata a Jacopo Sansovino, la Villa non viene inserita all’interno dell’elenco delle opere sansoviniane.

#### Ideazione progetto Villa Garzoni
Nonostante i contatti tra Sansovino e Alvise, l’ideazione del progetto della nuova Villa Garzoni prende avvio tra la fine del 1540 e l’inizio del 1550. Nel 1537 Alvise Garzoni viene incaricato dalla confraternita, di cui è Proto proprio Sansovino dal 1532, di amministrare le proprietà immobiliari. Nello stesso periodo, ad un altro membro della famiglia Garzoni, Girolamo Garzoni, viene donata la cappella di San Sebastiano a Venezia, in corso di rinnovamento sotto Antonio Abbondi e che diventerà la futura cappella funeraria della famiglia a testimonianza del loro livello sociale e della loro ricchezza economica. Attraverso la lettura di diversi documenti, Puppi ritiene che nel 1543 la casa a Pontecasale esista già, semplicemente l’azione di Sansovino sia stata solo di ristrutturazione e non di costruzione.
Tra i documenti è presente un atto a nome di Alvise e del fratello Girolamo che espone tutti i diritti e i doveri dei proprietari e dei lavoratori e che risulta precedente all’inizio dei lavori in Villa Garzoni. Già nel 1570, in prossimità della morte di Sansovino, i lavori in Villa Garzoni sono stati conclusi. Testimonianza di quanto detto sono delle numerose lettere inviate da Alvise Garzoni, trasferitosi a villa Garzoni in maniera quasi del tutto definitiva, alla famiglia da Pontecasale. Nel 1588 nel testamento di Vincenzo quondam Alvise la villa viene denominata Palazzo.

#### Proprietari
È possibile vedere come villa Garzoni passi da una famiglia ad un’altra nel corso degli anni. Infatti, dopo la morte di Alvise Garzoni nel 1573, i beni passano, come da lui esposto, in eredità al figlio Vincenzo. Alla sua morte, essendo privo di discendenti, Vincenzo decide di nominare come erede il nipote Marcantonio Michiel. Grazie a Marcantonio vengono inseriti nuovi elementi ed edifici all’interno della villa, come l’oratorio, la cancellata d’ingresso nuova, la merlatura del muro di cinta che presenta numerose aperture e anche l’allungamento della barchessa (da 13 a 64 archi). Alla sua morte, la villa passa di mano in mano fino al 1950, anno in cui diviene possedimento dei Carraretto.

## Descrizione

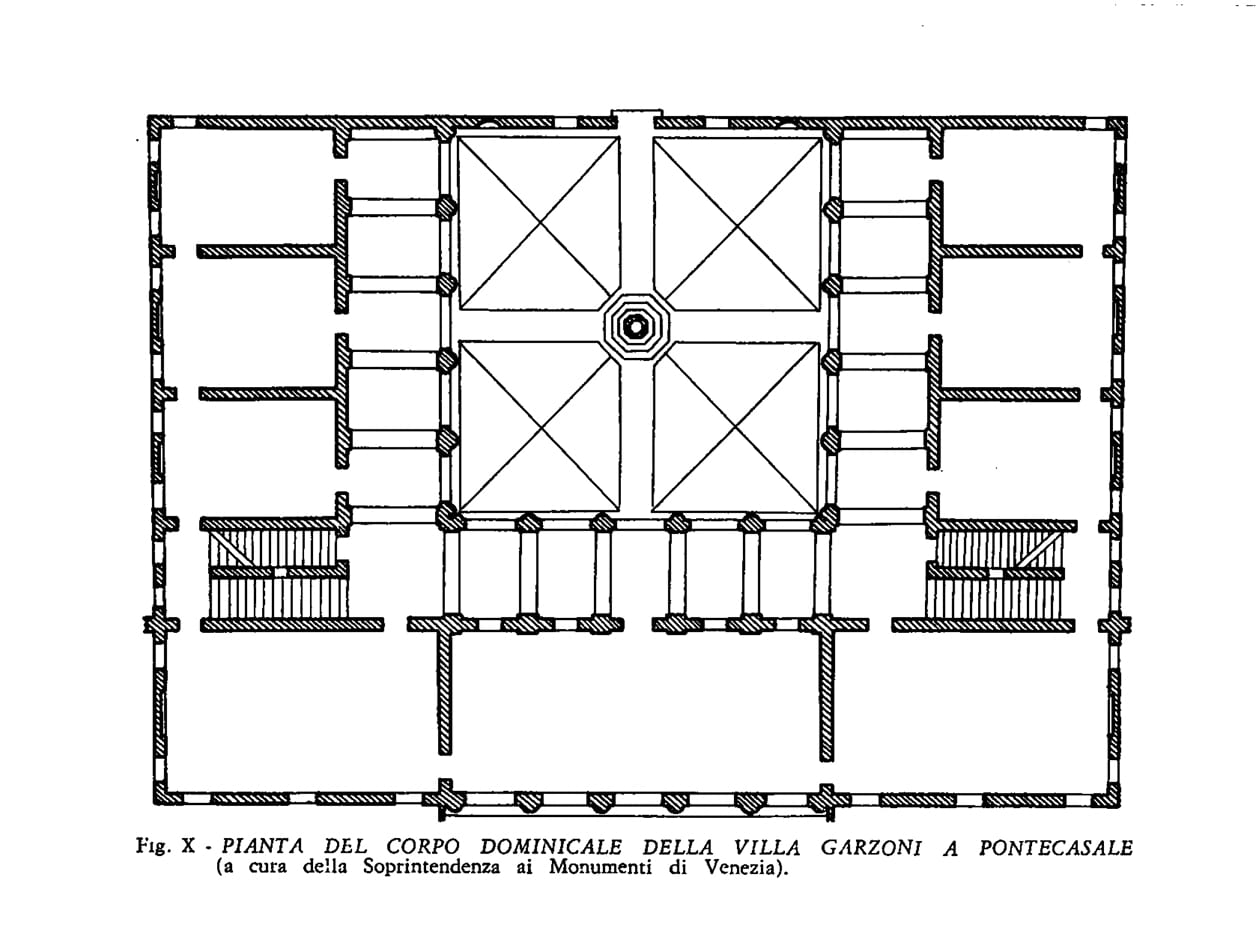
Pianta piano terra Villa Garzoni a Pontecasale

La villa di Pontecasale può essere posta tra le opere fondamentali dell’architettura italiana del Cinquecento, basata sulla volontà di affermare un organismo dove la diversità e la complessità funzionale di tutte le parti costruttive che la compongono (la ville, la barchessa, il parco) fosse dominata in un evento spaziale unitario:

### Esterni

#### Impianto architettonico
Villa Garzoni attraverso il suo progetto richiama il carattere della villa classica che si erge attorno al peristilio, interpretato però in modo nuovo da Sansovino. La villa è collocata in una appezzamento irregolare circondato interamente da un'imponente cinta muraria; la facciata principale è posizionata a sud e l'accesso alla proprietà presenta una grande cancellata, ai lati della quale troviamo due pilastri sormontati da statue, che apre su un viale permettendo di arrivare alla scalinata d’ingresso. La struttura della villa, a differenza di altri edifici, presenta soltanto tre lati loggiati su quattro. L’ultimo, quello rivolto verso nord, presenta un muro che si affaccia alla campagna. Lungo il viale sono presenti numerose statue da giardino, probabilmente aggiunte in un secondo periodo, che sembrano voler instaurare un rapporto tra la villa e l’uomo. Sin da subito Vasari, Francesco Sansovino e gli studi di Rupprecht pongono l’accento sulle imponenti dimensioni della costruzione. Proprio per tale motivo, Rupprecht che per primo ha studiato l'impianto architettonico, notò che la misura di 13 passi (fiorentini) fornita da Giorgio Vasari è corretta solo sommando al corpo centrale i vuoti dalla barchessa a est e dal muro di cinta del giardino a ovest. In tal modo gli studiosi hanno proposto un rimando con l'impianto del Fondaco dei Tedeschi, noto a Francesco Di Marino Garzoni che ne aveva seguito i lavori nella prima fase sotto il ruolo di provveditore. Questo importante richiamo al Fondaco dei Tedeschi è probabilmente dovuto oltre che alla grandezza anche ad una somiglianza di carattere funzionale e distributivo. Infatti, sia il Fondaco che la Villa nascevano come magazzini-residenze e presentavano un cortile circondato da logge al quale si accedeva attraverso un portico aperto da un fronte tripartito posto nella parte centrale. Inoltre, non si può escludere l’ipotesi secondo la quale i committenti abbiano esplicitamente chiesto a Sansovino di prendere ispirazione da tale modello, visto come edificio pubblico.

#### Prospetto esterno

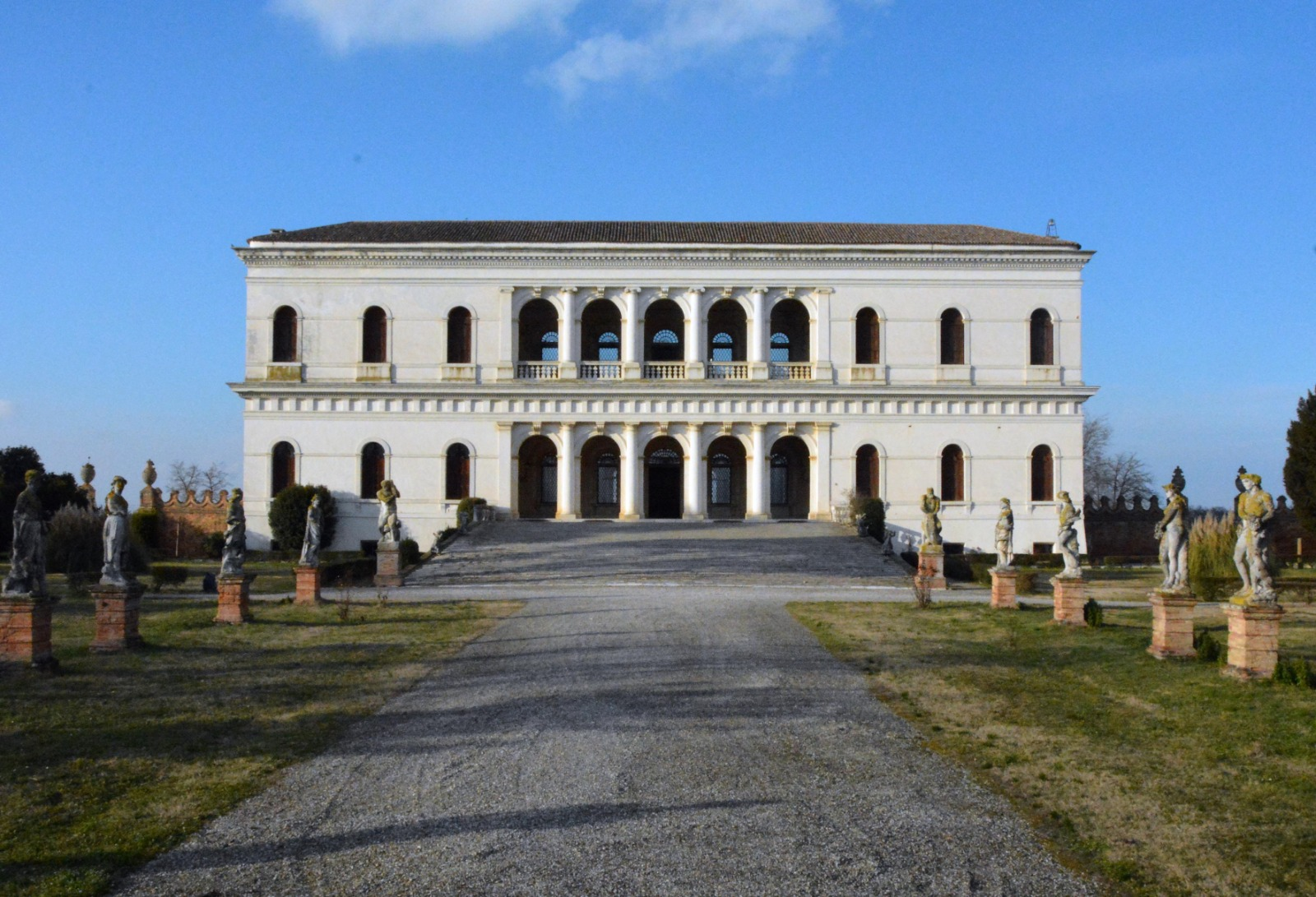
Facciata principale Villa Garzoni

Percorrendo il viale d'ingresso possiamo osservare l'imponente facciata principale: partendo dalla parte basamentale della villa, notiamo subito la presenza di un piano semi-interrato. La villa a differenza del Fondaco, si erge su sostruzioni, elemento che permette di isolare completamente l’edificio da un sottosuolo ricco di acque, esso è costituito da uno spazio continuo ottenuto grazie all’uso di pilastri che reggono volte a crociera in laterizio. Su questa struttura si inizia poi a sviluppare l’edificio esterno a cui si può accedere grazie ad una rampa di scalinate larga quanto il portico.
La facciata principale presenta due livelli, più un piano semi-interrato, al centro di essa si sviluppa un portico che conduce all'interno della villa, dove si possono trovare delle lunette in corrispondenza delle testate arcate che presentano una cornice rilevata e un tondo inscritto, elemento che verrà ripreso nel monumento Podocataro in San Sebastiano e già usata anche dallo stesso Sansovino in diverse architetture come in San Martino, in San Francesco della vigna e altri. Alle ali laterali della facciata invece troviamo delle finestre centinate inserite nelle logge attraverso l’uso di fasce sia all’altezza delle imposte degli archi che alla base del davanzale. Per quanto riguarda la facciata di Villa Garzoni abbiamo una prevalenza di caratteri orizzontali che rendono tutta la struttura unita. Come è possibile vedere, infatti, troviamo le trabeazioni doriche e ioniche che vengono riprese anche nelle ali, modello che viene inserito nel contesto veneziano, dopo essere stati usati per il Colosseo e il teatro di Marcello. Proprio la trabeazione dorica usata anche in assenza dell’ordine nella parte laterale della facciata anticipa in qualche modo il suo uso nel muro esterno del Convento della Carità, attuato da Palladio a Venezia. Importante è anche sottolineare l’uso della trabeazione sempre nella facciata anteriore di Villa Garzoni. Essa, infatti, perde qualsiasi elemento caratteristico e si riduce a semplice architrave liscia a fascia unica con fregio liscio e cornice con dentelli. Questa decisione viene presa da Sansovino per dare alla struttura una spinta verticale rispetto ai soliti esempi vitruviani.
I due prospetti laterali non sono altro che una continuazione delle ali della facciata principale costituite da finestre centinate collegate tra loro mediante l’uso di fasce sia all’altezza delle imposte degli archi che alla base del davanzale. In corrispondenza delle scale troviamo due finestre inserite a metà tra i due livelli che vanno ad interrompere il cornicione sporgente che continua dalla facciata principale, che successivamente diventa una fasce leggermente rialzata. Anche tra il secondo livello e la copertura troviamo un cornicione sporgente scanalato che contorna l'intero perimetro.
Il prospetto a ovest riprende, in corrispondenza delle due ali, lo stile dei prospetti laterali, invece al centro si nota la mancanza del secondo livello che è sostituito con un parapetto scandito da delle statue. Al primo livello posizionato al centro troviamo un portale che conduce ai campi retrostanti.

#### Cortile interno
Il cortile interno è circondato da tre lati da logge, ed il quarto quello esposto a nord, da un muro che separa l'interno della villa dall'esterno. Le logge che contornano il cortile sono sorrette da semicolonne doriche addossate ai pilastri in cui è inquadrato l'arco a tutto sesto, elemento che si discosta dal modello veneziano ricordato dal Vasari e anche dall’esempio del Fondaco dei Tedeschi, dove troviamo, invece, delle logge ad archi su pilastri. L’obiettivo di Sansovino era di unire interno ed esterno creando un’apertura nel loggiato a cinque fornici nella facciata principale posta a sud in modo tale che l’interno si proiettasse verso l’esterno e verso il giardino. Inoltre Sansovino vuole creare un rapporto con l’antichità, in tal senso, si ritrova un collegamento della villa sia dal punto di vista planimetrico sia distributivo a livello di piani con l’interpretazione della casa greca proposta da Vitruvio. Tuttavia, è molto probabile che Sansovino si sia ispirato ai modelli martiniani, come dimostrano il cortile a tre logge e il fronte sud in cui sono inseriti due loggiati sovrapposti, rispettivamente di ordine dorico e ionico. Questo elemento della facciata sud, può tuttavia essere letto come un’unica loggia a due facciate contenente un elemento antico molto importante, quello del pilastro-semicolonna. Il portico della facciata a sud si unisce al loggiato del cortile interno tramite la presenza di un muro ricco di finestre su cui si apre un portale mediano che si affaccia al cortile interno, dal portico sono posti due vani laterali collegati anch'essi al loggiato del cortile tramite due aperture. Il loggiato è sormontato da una terrazza sulla quale si affacciano le stanze del secondo piano da cui è possibile arrivare tramite due scale poste alle due estremità del loggiato. Il vestibolo d'accesso è costituito da pareti scandite da una serie di paraste doriche, inoltre è presente una volte a botte ribassata. Lateralmente sono presenti porte minori, non correttamente incassate, probabilmente a causa di un'aggiunta posteriore. Villa Garzoni viene anche ricordata per il gioco di trasparenze ottenuta unendo proprio il portico esterno e quello interno tramite il muro di fondo del cortile sul quale vengono proiettate le arcate. Al centro del cortile è stato costruito un pozzo sul quale sono stati posti quattro goffi putti che cavalcano cavalli marini, che, non appartenendo all'insieme, non fanno altro che appesantire il complesso. Il giardino interno, viene soprattutto ricordato per l’importanza della pavimentazione. Essa, infatti, ha un carattere policromo ed ha lo scopo di indirizzare attraverso la sua pendenza l’acqua verso il pozzo interrato. Realizzato a seguito di uno studio, troviamo una pavimentazione costituita da quattro riquadri formati da croci di Sant’Andrea in corrispondenza dei quali vengono inseriti dei cerchi e ovali (ritrovati anche nella volta del portico). Per tutte queste sue caratteristiche, ancora una volta, Villa Garzoni mette in luce il suo principale scopo: quello di fungere da abitazione residenziale e allo stesso tempo da fucina sia per quanto riguarda i prodotti agricoli che per la raccolta delle acque per la bonifica dei terreni.

#### Soluzioni funzionali
Una caratteristica della villa sottolineata già dal Vasari era quella della raccolta dell'acqua all'interno della villa, vista come elemento fondamentale da porre alla base di ogni programma riguardante la costruzione delle ville. Tutto consisteva in una raccolta delle acque piovane dal tetto e dai terrazzi che convergevano, mediante delle pendenze e ondulazioni ricavate sul pavimento del cortile interno, in un pozzo centrale dal quale partivano una serie di condutture che convogliavano quest’acqua sotto i pavimenti del piano terra per poi riemergere all’esterno dell’edificio ed essere utilizzata anche per l’irrigazione del giardino esterno.
Villa Garzoni sembra segnare un salto importante rispetto all’utilitarismo tipico della villa veneta, avvertito sempre fortemente dal Palladio. Possiamo riassumere villa Garzoni come un prestigioso risultato di un grande architetto che è stato chiamato a confrontarsi con una tipologia diversa alla sua formazione toscana e romana.

#### Giardino esterno

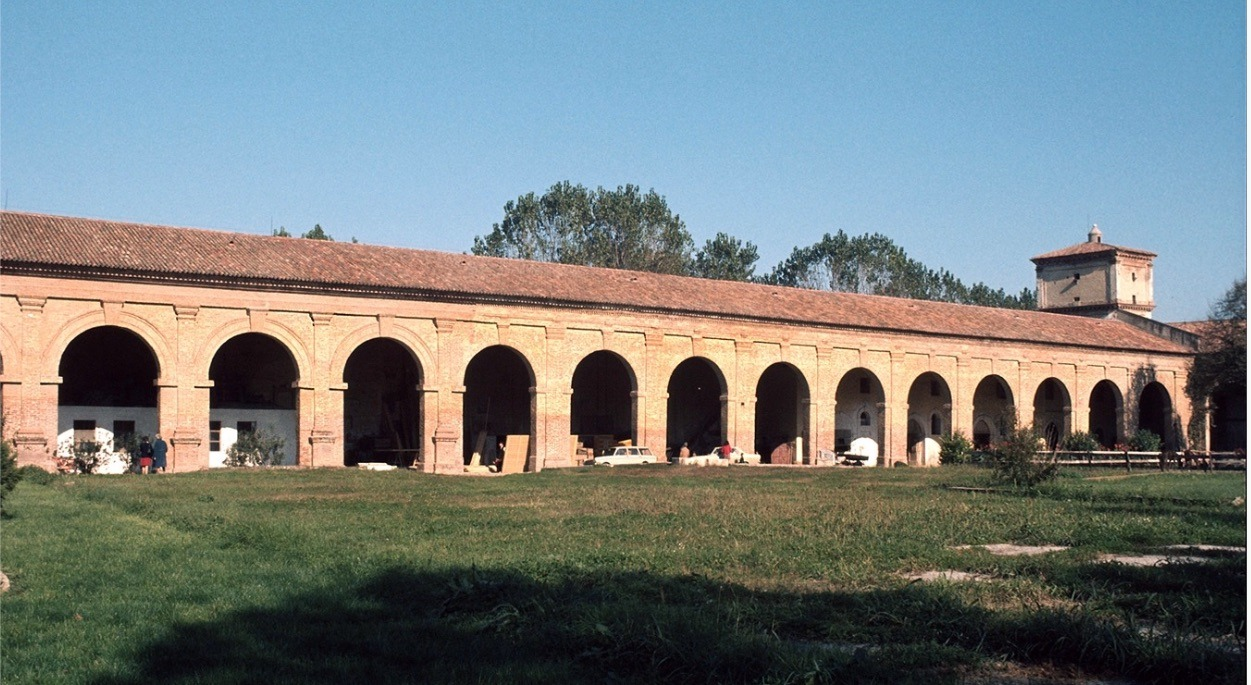
Barchessa di Villa Garzoni

Dal viale di accesso guardando sulla destra è possibile vedere la Barchessa. Realizzata in laterizio è posta ad est rispetto alla villa, si ipotizza sia stata aggiunta tardivamente, alcuni studiosi ipotizzano che sia stata costruita insieme al muro di cinta e ai portali dallo stesso Sansovino. Ma proprio la scarsa unione e somiglianza tra il telaio architettonico della barchessa e i sistemi usati nella facciata principale evidenziano una differenza sia esecutiva che progettuale. Analizzando nel dettaglio i due portali della barchessa, infatti possiamo notare delle differenze:
- Il portale a est sembra in parte ispirarsi ai modelli serliani ed è costituito da arco su pilastri a loro volta fiancheggiati da tronchi di lesene doriche.[2]
- Il portale a ovest del muro di cinta risulta essere molto più elaborato. Esso, infatti, è costituito da un arco che poggia su imposte costituite da mattoni sagomati e che si unisce ad un timpano triangolare con vertice. Troviamo anche in questo portale dei pilastri fiancheggiati da tronchi di lesene con capitelli dorici. Nella parte destra di questo portale possiamo trovare una finestra che ben rielabora i motivi serliani e giulieschi attraverso l’uso di un arco girato e di un timpano piccolo.[2]

### Interni
Nonostante la ricchezza degli esterni, la zona interna della villa risulta essere molto più tradizionale rispetto al portico, al cortile e alla facciata. Per quanto riguarda i diversi prospetti interni, possiamo trovare una serie di arcate a tutto sesto che hanno delle chiavi a volute di appoggio alla trabeazione e delle imposte a vista. Molto importanti sono anche le semicolonne doriche che si addossano ai pilastri e che sostengono l’architrave.
Tutta la struttura del pian terreno è organizzata in modo che si colleghi direttamente all’esterno, per questo troviamo un doppio loggiato. Il pian terreno è organizzato in quattro stanze tra loro comunicanti; oltre ad esse possiamo trovare due scaloni simmetrici che portano al piano superiore e un portale in marmo rosso. Al primo piano della villa troviamo tre stanze disposte “en enfilade” che comunicano direttamente con la terrazza. Tutte le stanze di villa Garzoni, come anche il portico e le logge, sono voltate per volere di Sansovino, che vedeva in esse uno strumento che desse organicità statica alla struttura antica. Villa Garzoni in tutti i suoi elementi rappresenta sicuramente da un lato una summa delle precedenti esperienze sansoviniane, ma dall’altro lato ben rappresenta la libertà di Sansovino nell’uso degli ordini, come si può vedere in facciata principale, proprio per questo, Tafuri affermò che venne fatta per creare un’opera che potesse assomigliare al complesso marciano. Rifacendosi all’antico Sansovino decide di inserire all’interno di villa Garzoni dei caratteri estranei all’architettura veneta e lagunare ma anche dei caratteri che si legano alla tradizione veneta, come nel fronte tripartito. Tra i vari elementi antichi ed eruditi che Sansovino decide di inserire all’interno della villa abbiamo il capitello dorico ispirato al teatro Marcello, con tre gessetti sotto l’echino e la variante della base ionica detta “vitruviana” che troviamo nel secondo loggiato della villa. Per quanto riguarda il primo nel contesto della villa viene associato ad una base tuscanica e ad una cornice con dentelli, il secondo invece evidenzia la mancanza di una base del secondo toro. Grazie proprio a questo gioco di richiamo in Villa Garzoni e in Veneto compaiono degli elementi della Villa medicea di Poggio a Caiano come lo schema decorativo del grande salone voltato. Per quanto riguarda invece la struttura interna della villa probabilmente la decorazione è contemporanea a quella esterna e vi sono delle ipotesi di quanto detto soprattutto per elementi come: le cariatidi la cui firma è Sansovino ma probabilmente sono di Danese Cataneo, i telamoni che decorano i camini delle due sale al piano terra firmate Pietro da Salò. Opere interne a nome Sansovino sono invece i quattro camini minori delle sale al piano nobile, due dei quali sono stati ideati e scolpiti dallo stesso Sansovino altri appartengono ad un tempo più avanzato e ve ne sono del Seicento, ma alcuni si devono certamente ai seguaci dello stesso Sansovino, come quello che ha nell'alto una complessa decorazione in stucco di gusto tipico del manierismo, con le figure rigorosamente simmetriche di due arpie nel primo gradino e di due geni che reggono fiaccole in quello superiore, mentre l'insieme culmina nella figura di Giove in posa eroica con un rustico scettro poggiato al fianco e un piede sul globo; e anche il rilievo in legno e stucco della Madonna nella Chiesetta, invece per quanto riguarda i mobili che recavano bassorilievi in bronzo dell’Ammanati, sempre di Sansovino, sappiamo essere stati dispersi con le vendite all’asta effettuate negli anni trenta dalla famiglia Donà delle Rose, allora proprietaria. Nel 1561 Alvise Garzoni riesce anche ad ottenere l’autorizzazione per realizzare uno “scolador” in associazione con i benedettini di Santa Giustina per ottenere grandi benefici.
Troviamo una sala detta "Salone di Caccia" caratteristico per una struttura in gesso che si ispira al tema della caccia. Al di sotto, è posizionato un camino con architrave sostenuto da due nudi maschili probabilmente di mano Sansoviniana. Un'altra sala molto improntante è il Salone del Camino, in cui è situata una delle cariatidi del camino rinascimentale di Sansovino, nell'atto di sostenere l'architrave a sua volta decorato con motivi floreali e zoomorfi.
Poco ci resta della decorazione pittorica ma grazie al Moschini siamo a conoscenza di una stanza egregiamente dipinta, ovvero quella con i camini del Sansovino. La volta fu rinnovata nel tardo Settecento dal veneziano Francesco Galimberti "ex novo" poiché si suppone sia stata in realtà dipinta nel Cinquecento non solo per lo schema decorativo ma anche per resti di affreschi che non possono non essere del periodo.